# Procanace fulva
Procanace fulva är en tvåvingeart som beskrevs av Ichiro Miyagi 1965. Procanace fulva ingår i släktet Procanace och familjen Canacidae. Inga underarter finns listade i Catalogue of Life.